# Diego Pombo
Diego Pombo Lopez (Salvador, 7 de agosto de 1986) é um árbitro de futebol brasileiro, graduado em Fisioterapia. 

## Carreira
Iniciou sua carreira em 2003, aos 16 anos, e o primeiro jogo que apitou foi a partida entre Poções e Itabuna, pelo Campeonato Baiano de Futebol de 2008. No ano de 2009, ingressou no quadro da CBF e, em 2010, estreou na Série B do Campeonato Brasileiro de Futebol, apitando o jogo entre a Ponte Preta e o ASA de Arapiraca.
Em 2011, recebeu o prêmio de Árbitro Revelação do Campeonato Baiano e foi indicado ao prêmio de Melhor Árbitro. No mesmo ano, pela primeira vez, apitou um jogo pela Série A, que foi o confronto entre Figueirense e Grêmio.

## Mídia
No ano de 2011, foi eleito o "Galã do Campeonato Baiano", em votação realizada pelo Portal iBahia. Desde então, vem sendo considerado pela imprensa como o "Juiz de Futebol mais bonito do Brasil". Além da arbitragem, Diego também já fez trabalhos como modelo e já atuou em peças de teatro. Além disso, ele também foi destaque na mídia por um suposto relacionamento com a cantora Alinne Rosa e por um vídeo íntimo divulgado na internet.
No ano de 2012, participou da quinta edição do reality show A Fazenda, da Rede Record, tendo sido o sétimo eliminado.